# Agasarahalli, Channarayapatna
Agasarahalli là một làng thuộc tehsil Channarayapatna, huyện Hassan, bang Karnataka, Ấn Độ.